# Arthrochilus lavarackianus
Arthrochilus lavarackianus är en orkidéart som först beskrevs av David Lloyd Jones, och fick sitt nu gällande namn av Peter S. `Bill' Lavarack. Arthrochilus lavarackianus ingår i släktet Arthrochilus och familjen orkidéer.
Artens utbredningsområde är Queensland. Inga underarter finns listade i Catalogue of Life.